# Johann Joseph von Trautson
Johann Joseph von Trautson, avstrijski rimskokatoliški duhovnik, škof in kardinal, * 27. julij 1704, Dunaj, † 10. marec 1757, Dunaj.

## Življenjepis
26. septembra 1728 je prejel duhovniško posvečenje.
7. decembra 1750 je bil imenovan za soupraviteljskega nadškofa Dunaja in za naslovnega nadškofa Kartagine; 25. decembra istega leta je prejel škofovsko posvečenje. 12. aprila 1751 je postal polni nadškof.
5. aprila 1756 je bil povzdignjen v kardinala.